# 嶋田洋平
嶋田 洋平（しまだようへい、1976年〈昭和51年〉6月2日 - ）は、日本の建築家。一級建築士。福岡県北九州市出身。北九州家守舎代表。神田川ベーカリー代表。タンガテーブル代表。まちと建築と事業のデザインを通じて、ほしい暮らしは自分でつくるをテーマに、全国各地の地域再生も行う。著書に『ほしい暮らしは自分でつくる ぼくらのリノベーションまちづくり』などがある。元東京理科大学、元東洋大学非常勤講師、法政大学大学院兼任講師。日本建築学会賞、国土交通大臣賞など受賞。

## 略歴
- 1976年 北九州市生まれ
- 1994年 福岡県立八幡高等学校卒業
- 1999年 東京理科大学理工学部建築学科卒業
- 2001年 東京理科大学大学院博士前期課程 建築学専攻 修了
- 2001年～2010年 株式会社みかんぐみ勤務
- 2008年 らいおん建築事務所設立

## 来歴・人物
- 1976年福岡県北九州市八幡西区に生まれる。鉄工所が集積するまちで祖父母が営んでいた「らいおん食堂」で育った[2]。らいおん建築事務所の名前は、嶋田の祖父母が経営していた「らいおん食堂」の屋号を引き継いでいる[3]。
- 北九州市黒崎で幼少期をすごす。プロダクトを手がけるデザイナーを目指したいと思っていた。好きな科目は美術、得意科目は数学と物理[3]。
- 高等学校の時、ボランティア活動で学校の近所を清掃して歩く清掃散歩に参加し、目的地だった磯崎新設計の「北九州市立美術館」を見て感動する[3]。その時の印象は「でかくてかっこいい建物だなあ、こういうのをつくったらモテるだろうなあ！」。建築家を志すことを決意する[4]。
- 小嶋一浩の研究室に所属。
- 大学院卒業後「みかんぐみ」に就職。みかんぐみでは住宅の設計やコンペの応募提案づくりに始まり、その後チーフとして建築からアートプロジェクトまで30近い作品を担当する[3][4]。
- 2003-05年の間、2005年開催の愛知万博のトヨタグループ館の設計を担当し、環境への配慮や建設資材の再活用といった観点を学ぶ。同時期の高尾山にある「四季の桜」という土産物屋のプロジェクトでは広告代理店とソフトと共に建築を設計する[3]。
- 2008年から携わることになった鹿児島のマルヤガーデンズの仕事では、プロジェクトを通じた人との出会いや山崎亮の存在で仕事観が変わった[3]。
- らいおん建築事務所の最初の仕事は、30代夫婦の自邸。白山にある古い住宅のリノベーションからだった。この時、中古の住宅を魅力的な場所に設計できた経験から、リノベーションの魅力を改めて見直すようになる[4]。

## さまざまな活動

### リノベーションまちづくり
みかんぐみの仕事の鹿児島の「マルヤガーデンズ」、北九州市小倉の「メルカート三番街」を経て、リノベーションから新たな魅力がつくり出し得ることの感覚が重なり、本格的な活動に入った。

#### HEAD研究会のメンバーとして
HEAD研究会の理事となり、2011年からはフロンティアタスクフォースの委員長として2年間連続シンポジウムを遂行。その内容を2冊の書籍「2025年の建築 『七つの予言』」（日経BP社、2014年）、「2025年の建築 『新しいシゴト』」（日経BP社、2014年）としてまとめた。

### 設立や経営に関わった会社
2008年 株式会社らいおん建築事務所（一級建築士事務所 らいおん建築事務所 東京都知事登録第57878号）
設計事務所。新築の建物の設計だけでなく空きビルや空き家のリノベーションを手がけ、建物を活用して街を再生していくためのプロデュースを行う。不動産事業としての建物の再生計画を立案し、実現していくエリア再生事業、リノベーションまちづくりを軸に、働き方や暮らし方のデザイン、イベントの企画、継続的な運営コンサルティングなどさまざまな「コトづくり」も手がける。
2012年 株式会社北九州家守舎
パートナーと4人で立ち上げた会社。家守の職能を現代のまちづくりに復活させ、遊休不動産活用事業を通じて北九州市内で新しい事業の創出を行うまちづくり会社。リノベーションを通じたまちの再生が家守舎の理念としている。
2013年4月（-2018年11月） 株式会社リノベリング
遊休不動産の再生を通じ地域を元気にする「リノベーションまちづくり」のため、リノベーションスクールを全国で企画・運営する会社。2013年4月に設立。嶋田が代表を務めたが、2018年11月に代表取締役と取締役を退任し、現在はリノベーションスクールの経営と運営からは離れている。
2013年 株式会社都電家守舎
自分の住んでいる界隈（東京都豊島区雑司が谷、都電荒川線沿線）で、町を変えるまちづくり会社をパートナー数人と立ち上げ、周辺の遊休不動産の活用再生を進める。飲食店「都電テーブル」を開業。
2015年 株式会社タンガテーブル
北九州市小倉の旦過市場にほど近い場所にある以前はボウリング場や娯楽施設のあった複合ビルのワンフロアをリノベーションしてつくられたレストランを併設した宿泊施設。現在、代表取締役。オーナー兼、経営者。リノベーションスクールから生まれた施設再生で、複数人のパートナーと事業化した。
2016年 株式会社神田川ベーカリー
都電荒川線早稲田駅近くの空きビルを再生するために路面階に開業したパン屋。オーナー兼、経営者。開業当初はらいおん建築事務所のスタッフによる運営を行っていたが、現在は15人程の神田川ベーカリースタッフによって運営されている。
2016年 株式会社THE CAVE
横浜伊勢佐木町にある築90年のビル地下のスペースを活用した民間事業のクリエイティブ拠点。オーナー兼、経営者。
2017年 株式会社セミコロン
これからの日本の都市経営課題の解決をミッションとするシンクタンク&プロデュースファーム。

### これまでのプロジェクト
| 名称                                 | 年     | 所在地         | 概要                                                                                 |
| ------------------------------------ | ------ | -------------- | ------------------------------------------------------------------------------------ |
| リノベーション                       |        |                |                                                                                      |
| 白山の家                             | 2010年 | 東京都文京区   | 住居／減築リノベーション                                                             |
| メルカート三番街                     | 2011年 | 福岡県北九州市 | 商業施設、商業施設リノベーション／事業プロデュース                                   |
| ポポラート三番街                     | 2012年 | 福岡県北九州市 | 商業施設、商業施設リノベーション／事業プロデュース                                   |
| MIKAGE188                            | 2012年 | 福岡県北九州市 | コワーキングスペース、オフィスデザイン                                               |
| Cafe ROCA                            | 2012年 | 静岡県熱海市   | 飲食店、店舗デザイン／施工管理／DIY(一部)                                            |
| Coclass                              | 2013年 | 福岡県北九州市 | シェアハウス、検査済証のない建築物の用途変更確認申請                                 |
| 目白ホワイトマンションmemento        | 2014年 | 東京都豊島区   | 住居、リノベーション／賃貸事業プロデュース                                           |
| Grandma                              | 2014年 | 東京都豊島区   | 住居、リノベーション／賃貸経営                                                       |
| 滝野川の家                           | 2018年 | 東京都北区     | 住宅兼スタジオ、リノベーション／事業プロデュース                                     |
| マルカンビル（旧マルカン百貨店）     | 2020年 | 岩手県花巻市   | 大食堂、商業施設、カフェ、スケートボードショップ＆パークなど、耐震改修設計／施工監理 |
| 鳥町ストリート／魚町サンロード商店街 | 2015年 | 福岡県北九州市 | 商店街、老朽アーケードの撤去／エリアのリノベーション                                 |
| 神田川ベーカリー                     | 2017年 | 東京都豊島区   | ベーカリー、設計／事業プロデュース                                                   |
| vicolo三番街/中屋ビル                | 2014年 | 福岡県北九州市 | 商業施設、商業施設のリノベーション／事業プロデュース                                 |
| 溝口の保育園                         | 2021年 | 神奈川県川崎市 | 保育園、リノベーションの設計／工事監理 用途変更の確認申請                            |
| 新築                                 |        |                |                                                                                      |
| 小文字の家                           | 2005年 | 福岡県北九州市 | 住居、新築設計                                                                       |
| オガールベース                       | 2014年 | 岩手県紫波郡   | 民間複合施設、新築設計／施工監理                                                     |
| その他のプロジェクト                 |        |                |                                                                                      |
| あぶくり                             | 2012年 | 東京都豊島区   | 飲食店、インテリアデザイン／施工監理／DIY（一部）                                    |

## 受賞歴
2018年日本建築学会業績賞（オガールデザイン会議メンバーとして）
日経アーキテクチュア「アーキテクト・オブ・ザ・イヤー2017」第2位
2015年日本建築学会教育賞＜教育貢献＞「ストック型社会におけるリノベーションスクールを通じた人材育成と地域再生事業」
2014年国土交通大臣賞

## 著書
- POST-OFFICE ワークスペース改造計画（2006年TOTO出版）（共著）
- 最高に気持ちいい住まいのリノベーション図鑑（2012年 エクスナレッジ）（共著）
- 2025年の建築「七つの予言」（2014年 日経BP)（共著）
- 2025年の建築「新しいシゴト」（2014年 日経BP)（共著）
- ほしい暮らしは自分でつくる ぼくらのリノベーションまちづくり（2015年 日経BP) （著書）

これからの日本に必要な リノベーションによる新しいまちづくりの方法に関する実践の記録
- エリアリノベーション：変化の構造とローカライズ 計画的都市から工作的都市へ。（2016年 学芸出版) （共著）